# Doodswater
Doodswater (Death water) is een plek bij de verlaten eilanden in Narnia die beschreven wordt in het – inmiddels verfilmde – boek van C.S. Lewis: De reis van het drakenschip (Voyage of the dawn trader), deel 5 van de Kronieken van Narnia.
Caspian X, koning van Narnia, gaat met zijn schip de Dageraad (The Dawn Trader) op ontdekkingstocht over de oostelijke oceaan. Hij wil achterhalen wat er met zeven edelen waar niemand meer van gehoord heeft, is gebeurd. Vanuit onze wereld maken Edmund, Lucy en Eustaas de reis mee. Op een van de eilanden vinden Caspian en de kinderen een rivier met daarin het volledig in goud veranderde lichaam van een van de vermiste edelen, Restimar. Alles wat je in dit water dompelt verandert in massief goud. Geldzucht dreigt Caspian en Edmund in haar greep te krijgen, maar dan verschijnt de leeuw Aslan en komen ze bij zinnen. Ze willen het eiland Goudwatereiland noemen maar op advies van de muis Rippertjiep noemen ze het water Doodswater en het eiland Doodswatereiland. 
Bronnen:
- The Voyage of Dawn Trader, C.S. Lewis,1952
- De reis van het drakenschip